# Villa Rica (Georgia)
Villa Rica ist eine Stadt im Carroll County und Douglas County des US-Bundesstaates Georgia. Sie hat 16.058 Einwohner (Stand: 2019) und ist Teil der Metropolregion Atlanta.

## Geschichte
Der Ort, der zu Villa Rica werden sollte, wurde ursprünglich 1826 entlang des heutigen Dallas Highway besiedelt. Dieses Land wurde vom Volk der Creek im Jahr 1825 mit dem zweiten Vertrag von Indian Springs abgetreten, der von Häuptling William McIntosh unterzeichnet wurde. Im Jahr 1826 kamen Farmer und Goldgräber aus Pennsylvania, New Jersey und Delaware in die Gegend, die damals als "Hixtown" bekannt war (benannt nach dem Betreiber einer lokalen Taverne, die 1830 gegründet wurde). Eine Meile südlich lag Chevestown, im Besitz von Allison Cheeves. Hixtown und Cheevestown zogen 1882, als die Eisenbahnlinie gebaut wurde, an den heutigen Standort von Villa Rica. Viele der ursprünglichen Gebäude wurden auf von Pferden gezogenen Baumstämmen an den neuen Standort transportiert (der heute als North Villa Rica Commercial Historic District bekannt ist). Die Stadt wurde 1881 als Villa Rica gegründet. Der Name Villa Rica leitet sich vom spanischen Wort für "reiches Dorf" ab. Die Namensänderung der Stadt sollte helfen, das Gold zu fördern, das in der Gegend gefunden worden war. Heute bildet Villa Rica eine Vorstadt im Großraum Atlanta. Im 21. Jahrhundert stieg die Einwohnerzahl dank verschiedener Landentwicklungsprojekte sprunghaft an.

## Demografie
Nach der Schätzung von 2019 leben in Villa Rica 16.058 Menschen. Die Bevölkerung teilte sich im selben Jahr auf in 47,1 % Weiße, 41,7 % Afroamerikaner, 0,7 % amerikanische Ureinwohner, 3,8 % Asiaten und 4,0 % mit zwei oder mehr Ethnizitäten. Hispanics oder Latinos aller Ethnien machten 7,5 % der Bevölkerung aus. Das mittlere Haushaltseinkommen lag bei 63.241 US-Dollar und die Armutsquote bei 9,8 %.